# Nesles-la-Montagne

Nesles-la-Montagne este o comună în departamentul Aisne din nordul Franței. În 1 ianuarie 2022 avea o populație de 1.196 de locuitori.